# Зграда Старе основне школе у Сокобањи
Зграда Старе основне школе у Сокобањи налази се у склопу најстрожег центра Сокобање на Тргу Ослобођења бр. 12. Уписана је у листу заштићених споменика културе Републике Србије (ИД бр. СК 755). 

## Карактеристике
Подигнута је 1894. године уз помоћ и залагање Митрополита Михаила. Школска зграда је приземна и саграђена је на угаоној парцели, тако да се у основи састоји из два истоветна угаона тракта. Распоред учионица и канцеларија дуж оба тракта одвија се на клаичан начин, ослањајући се на ходнике. Зграда је грађена масивно од тврдог материјала са карактеристичним високим учионичким просторијама. Главне фасадне површине одликују се лепим пропорцијама са архитектуром у маниру зрелог еклектичког ренесанса. 